# Borgward BX6
Der Borgward BX6 ist ein zwischen 2018 und 2019 angebotenes Crossover-SUV, das der chinesische Automobilhersteller Beiqi Foton Motor unter der Marke Borgward anbot. Technisch baut das Fahrzeug auf dem Borgward BX5 auf.

## Geschichte
Die Weltpremiere des Fahrzeugs fand im Rahmen des 86. Genfer Auto-Salons im März 2016 als Konzeptfahrzeug BX6 TS statt. Die Serienversion präsentierte Borgward am 9. Mai 2018.

## Antrieb
Angetrieben wird der BX6 von einem turbogeladenen Zweiliter-Ottomotor mit einer maximalen Leistung von 165 kW (224 PS), der auch im BX5 und im BX7 zum Einsatz kommt. Das Fahrzeug wird mit einem 6-Stufen-Automatikgetriebe und Allradantrieb verkauft.

## Technische Daten
|                                            | 28T                      |
| ------------------------------------------ | ------------------------ |
| Bauzeitraum                                | 05/2018–10/2019          |
| Motorkenndaten                             |                          |
| Motortyp                                   | R4-Ottomotor             |
| Motoraufladung                             | Turbolader               |
| Hubraum                                    | 1981 cm³                 |
| max. Leistung bei min−1                    | 165 kW (224 PS) / 5500   |
| max. Drehmoment bei min−1                  | 300 Nm / 1500–4500       |
| Kraftübertragung                           |                          |
| Antrieb                                    | Allradantrieb            |
| Getriebe                                   | 6-Gang-Automatikgetriebe |
| Messwerte                                  |                          |
| Höchstgeschwindigkeit                      | 200 km/h                 |
| Beschleunigung, 0–100 km/h                 | 9,0 s                    |
| Kraftstoffverbrauch auf 100 km, kombiniert | 7,1 l Super              |
| CO2-Emission, kombiniert                   | k. A.                    |
| Tankinhalt                                 | 60 l                     |

## Zulassungszahlen
Im Jahr 2018 wurden in China 809 Fahrzeuge des Modells verkauft.